# NK Zagreb
Nogometni Klub Zagreb – chorwacki klub piłkarski z siedzibą w Zagrzebiu.

## Historia
Klub został założony w 1908 r. jako PNIŠK (Prvi Nogometni I Športski Klub, pol. Pierwszy Piłkarski i Sportowy Klub), będąc jednym z najstarszych w Chorwacji. Jednak od czasu II wojny światowej, NK Zagrzeb znajduje się w cieniu innych chorwackich klubów, w szczególności lokalnego rywala Dinamo Zagrzeb. Jednym z najbardziej znanych piłkarzy grających w NK Zagrzeb jest Ivica Oliċ, który powiódł klub do pierwszego i jak dotąd jedynego mistrzostwa ligi chorwackiej w 2002 r. Kolejną legendą klubu jest Joško Popović (który grał w NK w latach 90. i do 2005 r. był nadal aktywnym piłkarzem) najlepszy strzelec w historii ligi chorwackiej. Fani klubu zwani są przez innych kibiców Białymi Aniołami. Drużyna nosi przydomek „poeci” (chor. pjesnici), gdyż ulica przy której mieścił się dawny stadion NK (Stadion Kranjčevićeva, na którym grali oni domowe spotkania w latach 1946–2018) została nazwana od nazwiska chorwackiego poety Silvije Strahimir Kranjčevića.

## Skład na sezon 2015/16
| Nr | Poz. | Piłkarz                                          |
| -- | ---- | ------------------------------------------------ |
| 1  | BR   | Dominik Livaković (wypożyczony z Dinama Zagrzeb) |
| 4  | OB   | Dominik Kovačić                                  |
| 5  | NA   | Roko Strika                                      |
| 7  | NA   | Alen Jurilj                                      |
| 8  | NA   | Mario Ćubel                                      |
| 9  | NA   | Lovro Medić                                      |
| 10 | PO   | Filip Krovinović                                 |
| 11 | NA   | Miroslav Konopek                                 |
| 12 | BR   | Josip Čondrić                                    |
| 14 | OB   | Dino Bevab                                       |
| 15 | BR   | Jakša Herceg                                     |
| 16 | PO   | Robert Mudražija                                 |

| Nr | Poz. | Piłkarz           |
| -- | ---- | ----------------- |
| 18 | PO   | Marijo Dučkić     |
| 19 | PO   | Matias Šulc       |
| 20 | OB   | Denis Kolinger    |
| 21 | PO   | Valentino Stepčić |
| 22 | OB   | Dino Štiglec      |
| 23 | OB   | Božo Musa         |
| 24 | PO   | Ivan Ljubičić     |
| 26 | PO   | Vedran Jurjević   |
| 27 | OB   | Bernardo Matić    |
| 29 | OB   | Edin Šehić        |
| 30 | NA   | Gabrijel Boban    |
| 99 | NA   | Bruno Boban       |

## Sukcesy
- Mistrzostwo Chorwacji (1x): 2001/02

## Europejskie puchary
Legenda do wszystkich tabel:
- Q – runda eliminacyjna, 1/16, 1/8, 1/4, 1/2 – odpowiednia faza rozgrywek, Grupa – runda grupowa, 1r gr – pierwsza runda grupowa, 2r gr – druga runda grupowa, F – finał, R – runda, PO – play-off
- k. – rzuty karne, los. – losowanie, Dogr. – dogrywka, w. – zasada bramek strzelonych na wyjeździe

| Sezon   | Rozgrywki                 | Runda   | Przeciwnik          | Dom | Wyjazd | Ogólnie    |
| ------- | ------------------------- | ------- | ------------------- | --- | ------ | ---------- |
| 1964/65 | Puchar Miast Targowych    | 1R      | GAK                 | 3–2 | 6–0    | 9–2        |
| 1964/65 | Puchar Miast Targowych    | 2R      | AS Roma             | 1–1 | 0–1    | 1–2        |
| 1965/66 | Puchar Miast Targowych    | 1R      | RFC Liège           | 2–0 | 0–1    | 2–1        |
| 1965/66 | Puchar Miast Targowych    | 2R      | Steagul Roșu Brașov | 2–2 | 0–1    | 2–3        |
| 1969/70 | Puchar Miast Targowych    | 1R      | Charleroi           | 1–3 | 1–2    | 2–5        |
| 1995    | Puchar Intertoto          | Grupa 6 | LASK Linz           | 0–0 |        | 3. miejsce |
| 1995    | Puchar Intertoto          | Grupa 6 | ÍBK Keflavík        |     | 0–0    | 3. miejsce |
| 1995    | Puchar Intertoto          | Grupa 6 | FC Metz             | 0–1 |        | 3. miejsce |
| 1995    | Puchar Intertoto          | Grupa 6 | Partick Thistle     |     | 2–1    | 3. miejsce |
| 1997/98 | Puchar Zdobywców Pucharów | Q       | Słoga Skopje        | 2–0 | 2–1    | 4–1        |
| 1997/98 | Puchar Zdobywców Pucharów | 1R      | Tromsø              | 3–2 | 2–4    | 5–6        |
| 2001    | Puchar Intertoto          | 1R      | Pobeda Prilep       | 1–2 | 1–1    | 2–3        |
| 2002/03 | Liga Mistrzów             | 2Q      | Zalaegerszeg        | 2–1 | 0–1    | 2–2, w.    |
| 2003    | Puchar Intertoto          | 1R      | Koper               | 2–2 | 0–1    | 2–3        |
| 2007    | Puchar Intertoto          | 1R      | Vllaznia Szkodra    | 2–1 | 0–1    | 2–2, w.    |